# Lara (cràter)
Lara és un petit cràter d'impacte de la Lluna, situat a la vall Taurus-Littrow. Els astronautes Eugene Cernan i Harrison Schmitt el van visitar el 1972, a la missió Apollo 17, formant part de l'EVA 2. L'Estació Geològica 3 es troba a la vora nord-est de Lara.

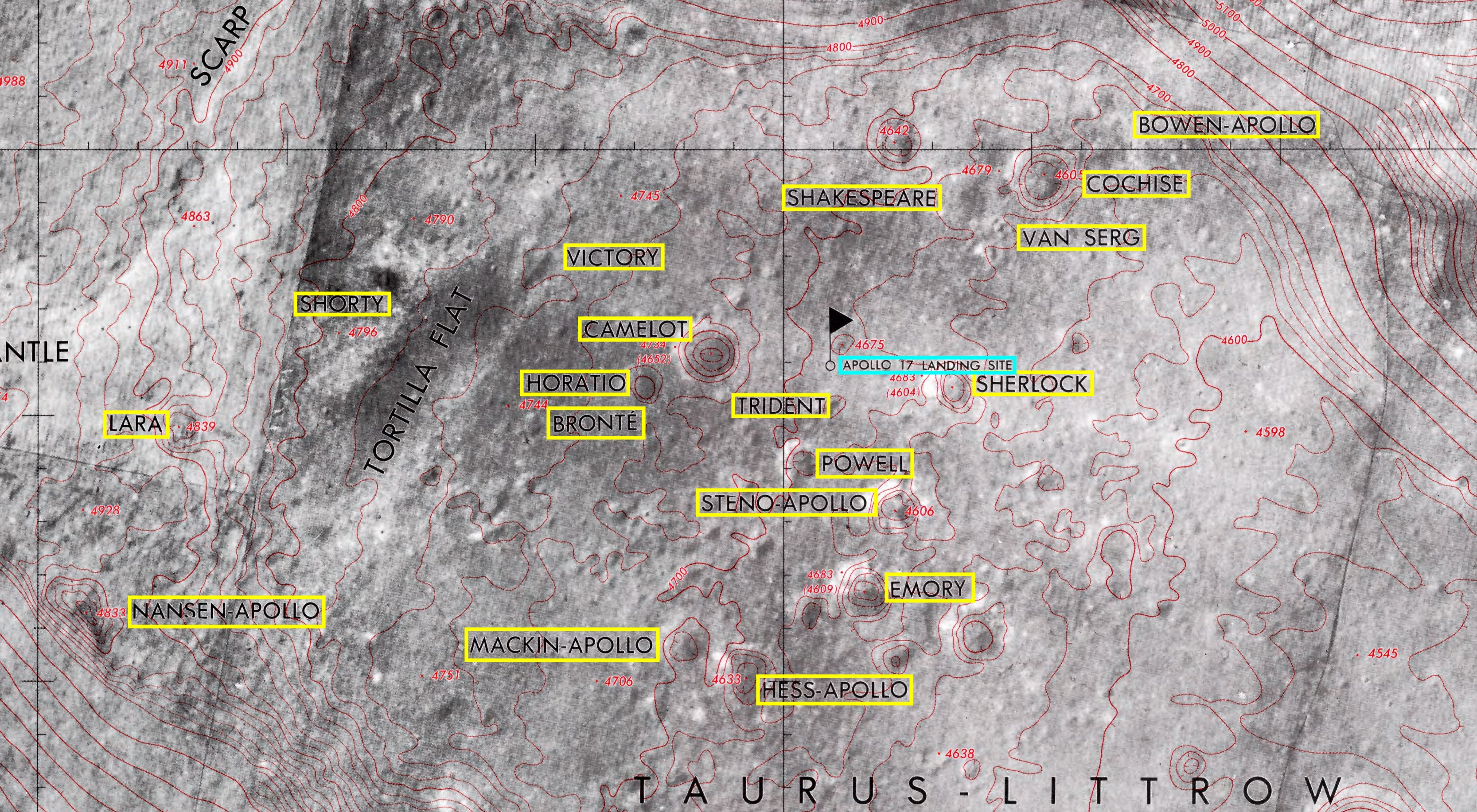
Localització de Lara, al centre esquerra de la imatge (Lunar Topophotomap 43D1S1)
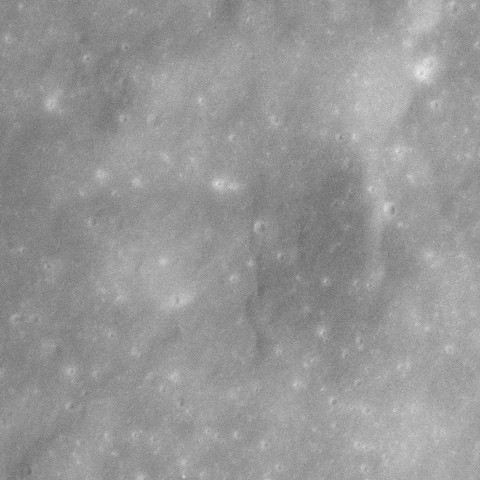
Imatge panoràmica des de l'Apollo 17

El cràter es localitza al «mantell clar», que gairebé segur és un dipòsit de les allaus procedents del Massís Sud. Al sud de Lara hi ha el cràter Nansen-Apollo i l'Estació Geològica 2. Al nord-est apareixen el cràter Shorty i l'Estació Geològica 4.

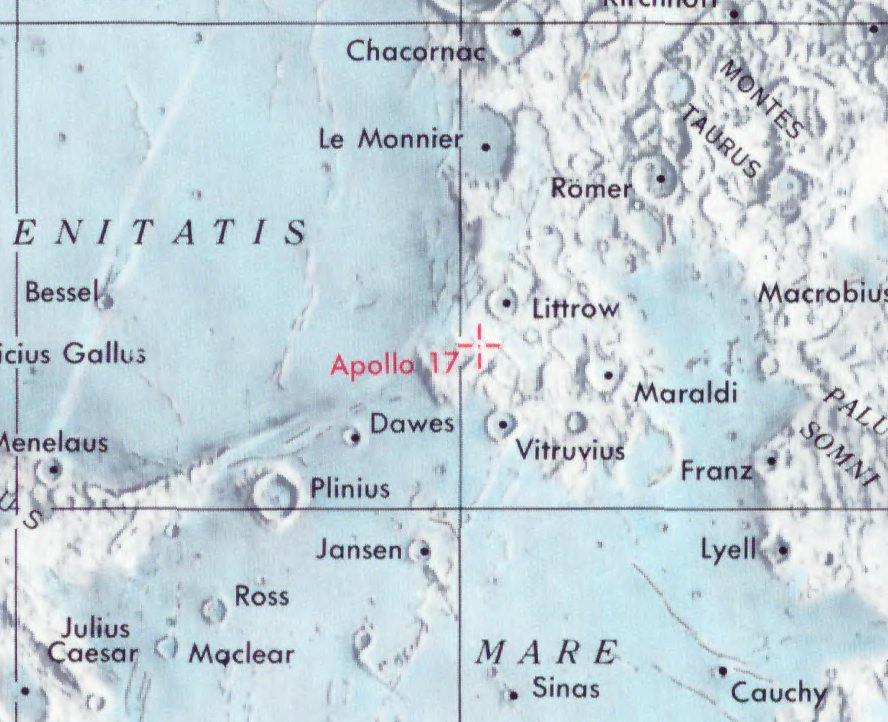
Localització del lloc d'allunatge de l'Apollo 17

## Denominació
El cràter va ser nomenat pels astronautes en referència a la protagonista de la novel·la Doctor Jivago de Borís Pasternak.
La denominació té el seu origen en els topònims utilitzats en el full a escala 1/50.000 del Lunar Topophotomap amb la referència 43D1S1 Apollo 17 Landing Area.